# Maman

Tượng nhện Maman

Tượng nhện khổng lồ Maman là một tác phẩm điêu khắc bằng các chất liệu đồng, thép không gỉ và đá cẩm thạch của nghệ sĩ Louise Bourgeois. Tác phẩm điêu khắc mô tả một con nhện chân dài và là một trong những tác phẩm lớn nhất thế giới, tượng con nhện khổng lồ này cao hơn 30 ft và rộng hơn 33 ft (927x891x1024 cm) tức là cao khoảng 9 m và rộng 10 m được thiết kế vào năm 1999 và đúc vào năm 2002. Con nhện còn có thêm một túi trứng chứa khoảng 32 quả bằng đá cẩm thạch và bụng làm bằng đồng. 

## Tên gọi
Tên gọi bức tượng này là từ tiếng Pháp quen thuộc của chữ mẹ bằng tiếng Anh là Mother (gần giống với Mummy), tác giả đã đặt tên bức tượng là “Maman” và bày tỏ đây là cách ông thể hiện tình cảm đối với mẹ của mình. Tác giả Louise Bourgeois bị mất mẹ năm 21 tuổi. Bức tượng điêu khắc này dùng để vinh danh mẹ của bà vì vậy lấy tên là Mẹ Tôi. Tác phẩm điêu khắc hình nhện của bà có nguồn cảm hứng từ thời thơ ấu ở Pháp, nơi cha bà đã ngoại tình với người bảo mẫu, trong khi mẹ bà đã chối bỏ không chịu nhìn nhận điều đó.
Ông muốn truyền đạt đến người xem hình ảnh của sự nuôi dưỡng, bảo bọc, dệt và kéo sợi đó chính là tất cả những gì mà mẹ bà, một thợ dệt thương mại đã từng thực hiện trong cuộc đời của bà. Ngày còn sống, Josephine, mẹ của Louise, làm nghề sửa chữa những tấm thảm lớn trong xưởng bảo dưỡng đồ dệt của bố Louise tại Paris. Ngày mẹ qua đời, Louise nhảy xuống sông Bièvre tự tử, nhưng được bố cứu thoát. Bà cảm thấy con nhện có những đức tính và năng khiếu của mẹ bà, như dệt tơ, khéo léo, khôn ngoan, và bảo vệ người thân. Toàn bộ tác phẩm nghệ thuật là sự cảm nhận cá nhân sâu sắc và cảm động, có hình ảnh về thời thơ ấu của và sự buồn vui lẫn lộn của con người. 

## Phiên bản
Bức tượng còn có 6 phiên bản khác đặt tại các thành phố và quốc gia khác nhau ở khắp nơi trên thế giới như Anh, Tây Ban Nha, Nhật, Hàn Quốc và Arkansas (Hoa Kỳ). Ngoài ra Louise Bourgeois còn thiết kế tượng của ba con nhện nhỏ hơn, có tên là Spider, một được trưng bày ở viện bảo tàng nghệ thuật quốc gia Hoa Kỳ ở Washington D.C., Viện Nghệ thuật Denver, và Viện Bảo Tàng Nghệ thuật Đương Đại Kemper ở Kansas City (Missouri). Phiên bản bằng thép không gỉ hiện đang trưng bày tại bảo tàng Tate Modern, ở Anh, với chiều cao 10 mét và nặng 11 tấn, được đặt trước mặt khu phức hợp Roppongi Hills. Maman chính là một thứ đáng nhớ để thu hút mọi người lưu giữ bằng cách chụp ảnh, cũng là thứ dễ nhận biết và dễ mô tả để phục vụ cho việc gặp gỡ, hiện nay bức tượng Maman đang trở nên một điểm để du khách tới tham quan và chụp ảnh và là biểu tượng độc đáo và là đại diện ấn tượng cho Roppongi Hills.